# Callimorpha
Callimorpha é um gênero de traça pertencente à família Arctiidae.